# ODRL
L'Open Digital Rights Language(in italiano: linguaggio dei diritti digitali aperto) in sigla ODRL è un linguaggio di programmazione Rights Expression Language (Rights Expression Language) basato su XML usato in sistemi di gestione dei diritti digitali (DRM) e sistemi CMS aperti.
Ha creato un profilo che supporta le licenze Creative Commons e sta lavorando ad un profilo per i dati geospaziali e un profilo per i metadati Dublin Core Metadata Initiative (DCMI).
La versione ODRL 2.0 è attualmente in sviluppo.
C'è almeno una implementazione open source disponibile. 
La Open Mobile Alliance ha adottato ODRL come REL usato nelle loro specifiche DRM e i nuovi dispositivi portatili supportano questo profilo ODRL.

## Struttura dell'ODRL Foundation Model
Le tre entità principali del Modello di fondazione ODRL:
- Asset - Contenuti fisici e digitali
- Diritti - Permessi con vincoli, requisiti e condizioni
- Parti - Utenti finali e detentori dei diritti

Il Contesto invece descrive ulteriori informazioni sulle entità e le loro relazioni.
Le Offerte sono proposte dei detentori dei diritti sugli Asset
Gli Accordi sono la trasformazione delle offerte in Licenze.